# Congreshal (Paramaribo)

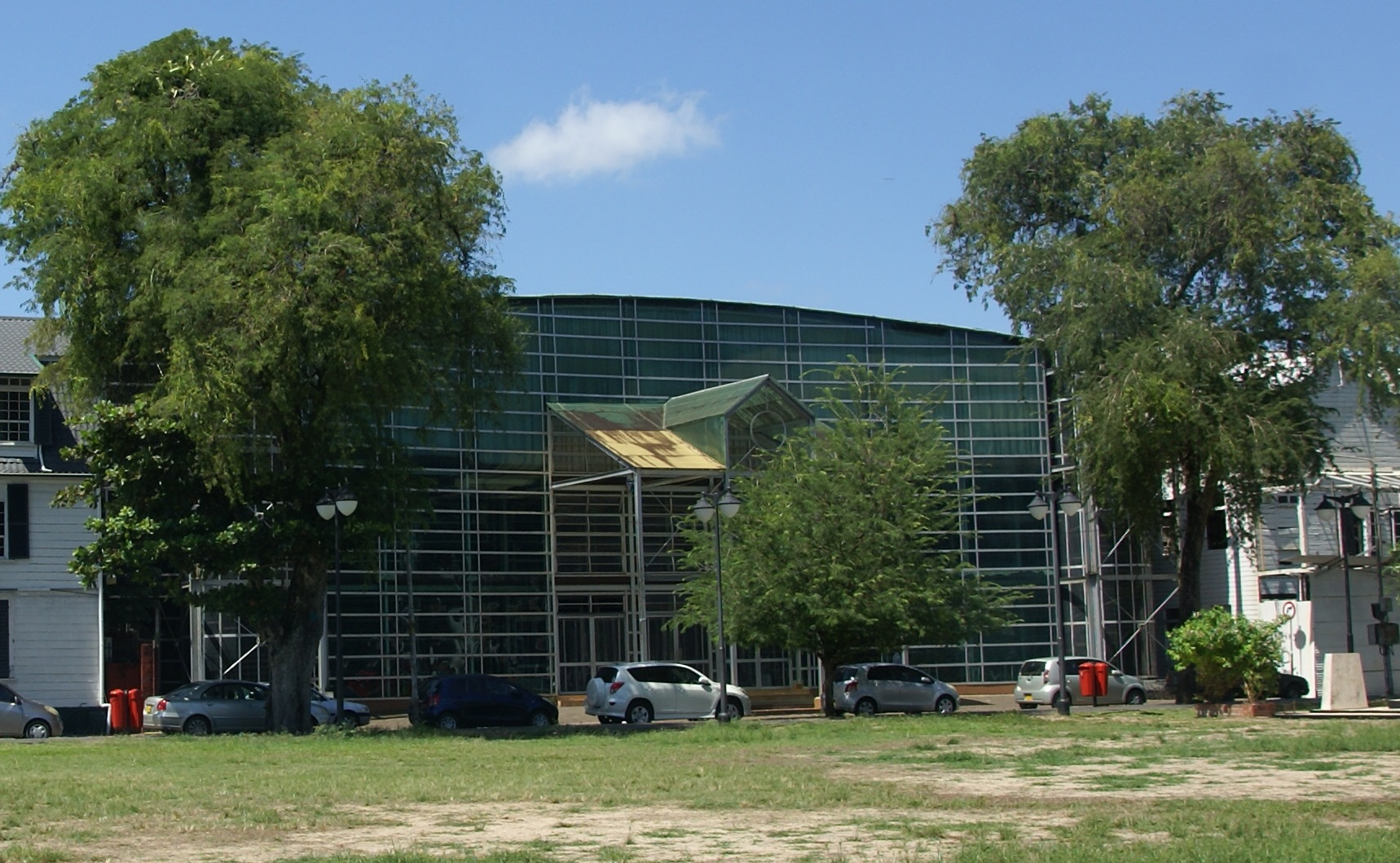
De Congreshal aan het Onafhankelijkheidsplein in Paramaribo.

De Congreshal is een congrescentrum uit 1999, gelegen aan het Onafhankelijkheidsplein in Paramaribo, Suriname.
Het modernistische gebouw is ontworpen door Arie Verkuijl. 
Het is opgebouwd uit een skelet van staal met plexiglas. Plexiglas heeft de eigenschap dat het meer meegeeft dan glas en dus minder snel breekt. De Congreshal werd in zes maanden gebouwd. Voorheen stond op de locatie Onafhankelijkheidsplein 6  het Palace Hotel.
Velen vinden dit gebouw een bouwkundige monstruositeit en niet passen tussen het erfgoed van Paramaribo. Er zijn ook stemmen die het pand in zijn transparante hedendaagse opzet qua schaal en ritme heel goed vinden passen tussen de historische pleinbebouwing.